# Ctenotus decaneurus
Ctenotus decaneurus är en ödleart som beskrevs av  Storr 1970. Ctenotus decaneurus ingår i släktet Ctenotus och familjen skinkar.

## Underarter
Arten delas in i följande underarter:
- C. d. decaneurus
- C. d. yampiensis